# Stefano Introzzi
Stefano Introzzi (7 de abril de 1979) es un deportista italiano que compitió en remo. Ganó una medalla de oro en el Campeonato Mundial de Remo de 2004, en la prueba de cuatro con timonel.

## Palmarés internacional
| Campeonato Mundial | Campeonato Mundial | Campeonato Mundial | Campeonato Mundial |
| Año                | Lugar              | Medalla            | Prueba             |
| ------------------ | ------------------ | ------------------ | ------------------ |
| 2004               | Bañolas (España)   | Medalla de oro     | Cuatro con timonel |